# Bowkeria citrina
Bowkeria citrina är en tvåhjärtbladig växtart som beskrevs av Thode. Bowkeria citrina ingår i släktet Bowkeria och familjen Stilbaceae. Inga underarter finns listade i Catalogue of Life.